# 벨러미식 경례

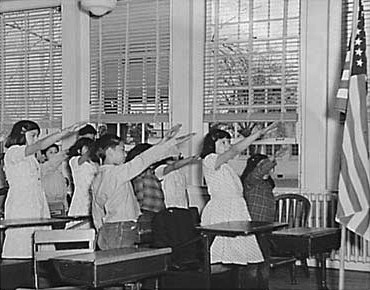
미국의 국기에 벨러미식 경례를 하는 아이들, 1941년

벨러미식 경례, 벨러미 경례(Bellamy salute), 벨러미 경례법은 프랜시스 벨러미가 쓴 충성의 맹세 본문에 수반되는 제스처로 제임스 B. 업햄이 만든 손바닥을 펼치는 경례이다. 충성의 맹세와 함께 사용되던 1892년부터 1942년까지는 "국기 경례"라고도 불렸다. 벨러미는 이 경례를 홍보했고, 이 경례는 그의 이름과 연관되게 되었다.
이후 1920년대와 1930년대에 유럽의 이탈리아 파시스트와 독일 나치는 고대 로마에 잘못 귀속된 제스처인 소위 로마식 경례와 유사한 경례를 채택했다. 나치 경례의 도입은 미국에서 벨러미식 경례 사용에 대한 논란을 불러일으켰는데, 특히 1941년 진주만 공격에 대한 대응으로 이탈리아와 독일에 선전포고한 이후 더욱 그러했다. 1942년 12월 22일 의회가 국기 규정을 개정하면서 벨러미식 경례는 오른손을 심장에 대고 국기에 경례하는 방식으로 대체되었다.

## 역사
벨러미식 경례를 고안한 사람은 『더 유스스 컴패니언』의 주니어 파트너이자 편집자인 제임스 B. 업햄이다. 벨러미는 업햄이 맹세를 읽으면서 경례 자세를 취하고 발뒤꿈치를 맞대며 "이제 저기 국기가 있습니다. 제가 경례를 하러 왔습니다. '나는 내 국기와 그 국기가 상징하는 공화국에 충성을 맹세합니다'라고 말하면서 오른손을 뻗어 다음의 감동적인 말을 할 때까지 손을 든 채로 유지합니다."라고 말했다고 회상했다. 공식 프로그램이 발행될 무렵, 벨러미식 경례는 맹세의 첫 단어를 말할 때 전통적인 군사 경례로 시작하게 되었다.
벨러미식 경례는 1892년 10월 21일, 벨러미가 출판한 "미국 발견 400주년 콜럼버스의 날 국가 학교 기념행사" 지침에 따라 처음 시연되었다. 대통령 선언은 이 특별한 국경일이 10월 12일이 아닌 10월 21일 금요일에 열릴 것을 요구했다. 9일을 더 기다린 것은 1752년 미국이 율리우스력에서 그레고리력으로 전환하면서 건너뛰었던 날들 중 두 날을 제외한 모든 날들을 설명하기 위함이었다. 목표는 완전한 400년이 지나 진정한 휴일을 기념하여 토요일/일요일에 행사가 겹치는 것을 피하는 것이었다. 이미 10월 12일에 콜럼버스 상륙을 축하하는 전통이 확립되어 있었기 때문에 뉴욕시는 1892년 10월 11일, 12일, 13일에 세 개의 특별 퍼레이드와 여러 VIP 축하 행사를 개최하기로 결정했다.
계획된 국기 경례에 대한 공식 프로그램에서 발췌:
교장의 신호에 따라 학생들은 정렬된 대열로, 손을 옆에 두고, 국기를 향해 선다. 또 다른 신호가 주어지면, 모든 학생은 국기에 군사 경례를 한다 – 오른손을 들어 손바닥을 아래로 하여 이마와 일직선이 되도록 가까이 댄다. 이렇게 서서 모두 함께 천천히 반복한다, "나는 내 국기와 그 국기가 상징하는 공화국에 충성을 맹세합니다; 모두를 위한 자유와 정의를 가진 나눌 수 없는 하나의 국가." "내 국기에"라는 말에 오른손을 우아하게, 손바닥을 위로 하여 국기를 향해 뻗고, 이 자세를 확인이 끝날 때까지 유지한다; 그 후 모든 손은 즉시 옆으로 떨어진다.
 — The Youth's Companion, 65 (1892): 446.
1920년대에 이탈리아 파시스트는 고대 로마 모델에 따라 이탈리아를 활성화했다는 주장을 상징하기 위해 로마식 경례를 채택했다. 유사한 의식이 독일의 나치에 의해 채택되어 나치 경례를 만들었다. 벨러미식 경례가 파시스트 경례와 유사하다는 점 때문에 미국에서 벨러미식 경례 사용에 대한 논란이 커졌다. 전국 학교 이사회는 이러한 유사성을 피하기 위해 경례를 수정했다. 그러나 미국 국기 협회와 미국 혁명 딸들은 외국인들이 나중에 유사한 제스처를 채택했다는 이유로 미국인들이 전통적인 경례를 바꿔야 한다고 생각하는 것은 부적절하다고 반발했다.
1939년부터 진주만 공격까지, 제2차 세계 대전 개입에 반대하는 미국인에 대한 비판자들은 그 미국인들의 평판을 깎아내리기 위해 경례를 이용한 선전을 제작했다. 반개입주의 미국인 중에는 항공 개척자 찰스 린드버그도 있었다. 그가 나치 경례를 하는 것처럼 보이는 사진들은 사실 그가 벨러미식 경례를 사용하는 사진들이다. 그의 퓰리처상 수상 전기 『린드버그』(1998)에서 저자 A. 스콧 버그는 간섭주의 선전가들이 린드버그와 다른 고립주의자들을 미국 국기를 제외한 각도에서 이 경례를 하는 사진을 찍어 관찰자들이 나치 경례와 구별할 수 없도록 했다고 설명한다.
1942년 6월 22일, 재향군인회와 해외참전용사협회의 촉구로 의회는 공법 77-623을 통과시켰는데, 이는 국기를 전시하고 충성을 맹세하는 데 사용되는 예절을 성문화한 것이다. 여기에는 손바닥을 펼치는 경례 사용이 포함되었는데, 특히 맹세는 "오른손을 심장에 대고 서서 이루어지며, '국기에'라는 말에 오른손을 위로 향하게 하여 국기를 향해 뻗고, 손이 옆으로 떨어질 때까지 이 자세를 유지한다"고 명시했다. 의회는 경례 사용에 대한 논란을 논의하거나 고려하지 않았다. 의회는 나중에 1942년 12월 22일 공법 77-829를 통과시키면서 규정을 개정했는데, 다른 변경 사항들 중에서도 맹세는 "오른손을 심장에 대고 서서 이루어진다"고 명시했다.

## 갤러리

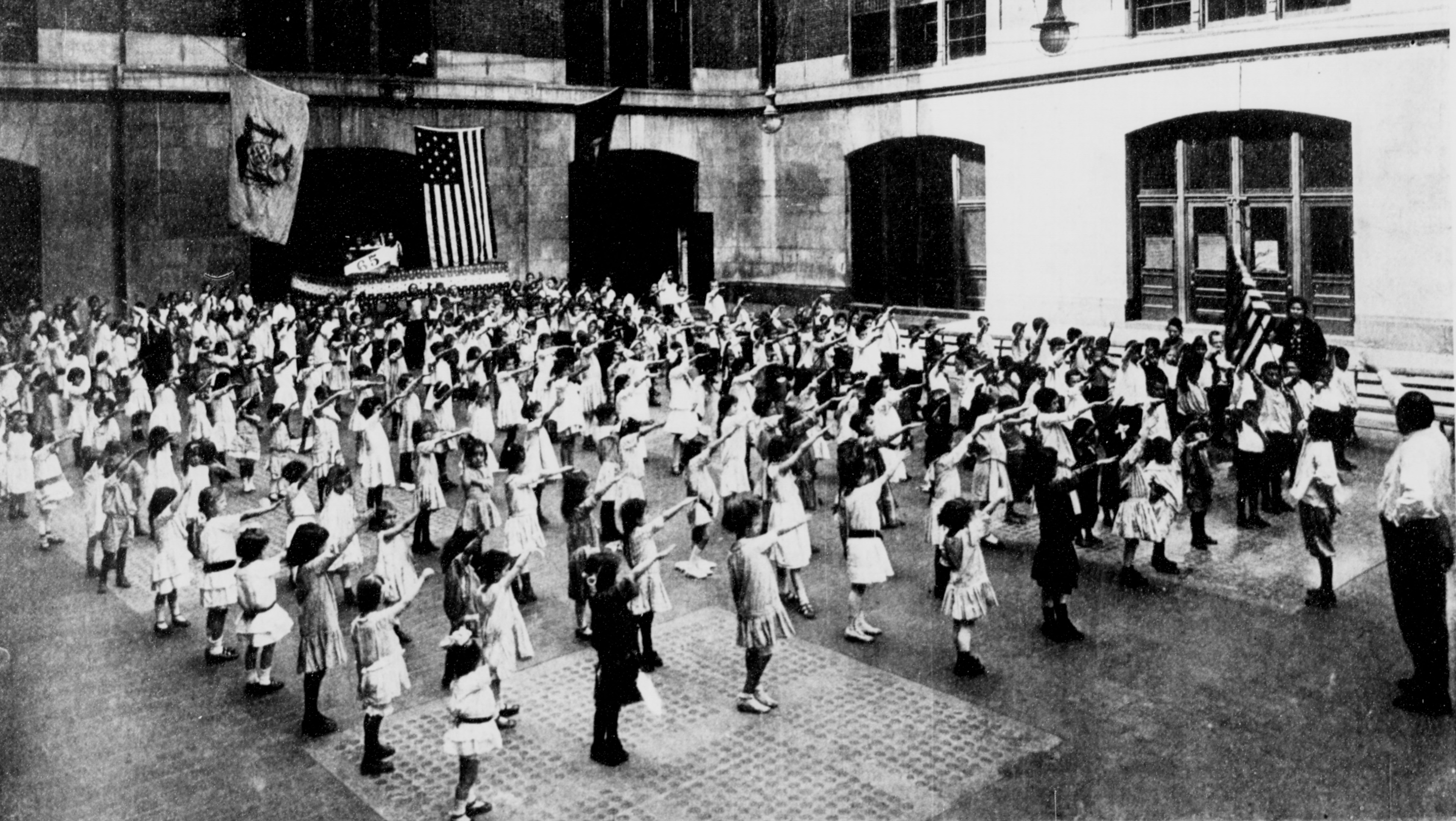
1915년 9월, 미국 국기에 경례하는 학동들
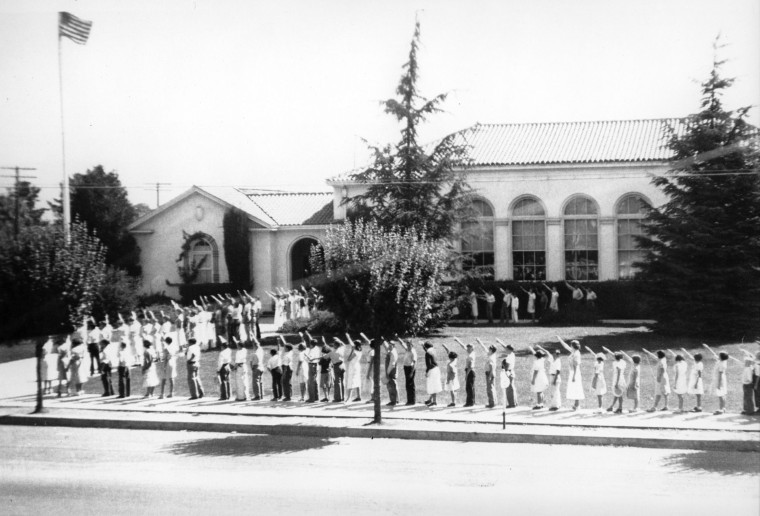
1930년대, 모건힐 학교 앞에서 미국 국기에 경례하는 아이들
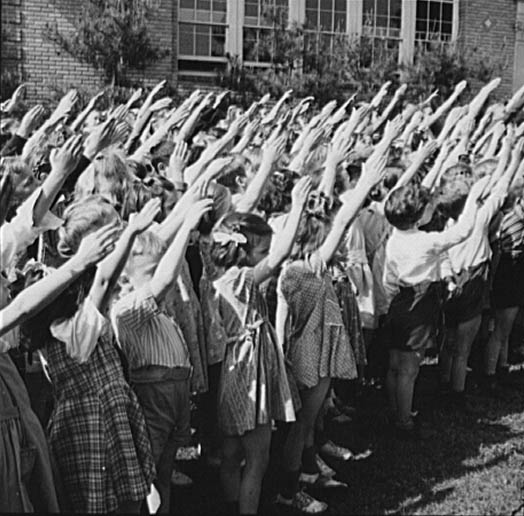
1942년 5월, 국기에 충성을 맹세하는 미국 학동들
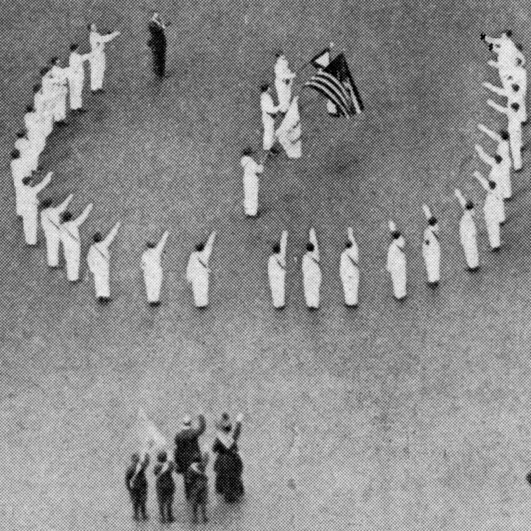
1917년, 수천 명이 행진했던 "깨어나라, 미국이여!" 기념식 중 유니언 리그 클럽 검토대 반대편 5번가 행사에서 벨러미식 경례

## 같이 보기
- 아베
- 아베 임페라토르, 모리투리 테 살루탄트
- 주먹감자
- 하일 오그 셀
- 호라티우스 형제의 맹세
- 올림픽 상징 § 올림픽 경례
- 케넬 (제스처)
- 불끈 쥔 주먹
- 조기스트 경례

## 추가 문헌
- Berg, A. Scott (1999년 9월 1일). 《Lindbergh》. New York: Berkley Trade. ISBN 978-0425170410. 2015년 1월 13일에 확인함.